# 島田健一
島田 健一（しまだ けんいち、1948年8月 - ）は、日本の地方公務員。東京都産業労働局長、東京都交通局長、東京ビッグサイト代表取締役社長、東京テレポートセンター代表取締役社長などを歴任した。

## 人物・経歴
東京電機大学卒業。1973年東京都庁入庁。阪神・淡路大震災直後に東京都総務局総合防災部防災課長に着任。東京都防災計画課長などを経て、2005年から東京都危機管理監を務め、内閣府中央防災会議専門委員も兼務。地震災害対応などにあたった。2006年東京都産業労働局長。2007年東京都交通局長。2008年東京ビッグサイト代表取締役社長、東京テレポートセンター代表取締役社長、東京臨海ホールディングス取締役。2020年地方自治功労により瑞宝小綬章受章。